# Tự cảm
Hiện tượng tự cảm xuất hiện trong một mạch kín có dòng điện xoay chiều chạy qua, hoặc trong một mạch điện một chiều khi ta đóng mạch hoặc ngắt mạch.

## Thí nghiệm
Trong thí nghiệm Faraday, dòng điện cảm ứng xuất hiện là do sự biến đổi từ thông gửi qua diện tích của mạch gây ra. Từ thông đó do từ trường bên ngoài tạo nên.
Bây giờ, nếu ta làm thay đổi cường độ dòng điện sẵn có trong mạch để từ thông do chính dòng điện đó sinh ra và gửi qua diện tích của mạch thay đổi, thì trong mạch cũng xuất hiện một dòng điện cảm ứng, phụ thêm vào dòng điện chính sẵn có của mạch. Dòng điện cảm ứng này gọi là dòng điện tự cảm. Hiện tượng đó được gọi là hiện tượng tự cảm.

## Suất điện động tự cảm và hệ số tự cảm
Suất điện động gây nên dòng điện tự cảm được gọi là suất điện động tự cảm. Theo định luật cơ bản của hiện tượng cảm ứng điện từ, biểu thức của suất điện động tự cảm là:
Trong đó {\displaystyle \phi \,} là từ thông do chính dòng điện trong mạch gửi qua diện tích của mạch đó. Từ thông {\displaystyle \phi _{m}\,} tỉ lệ thuận với cường độ dòng điện {\displaystyle I\,} theo công thức:
Bình thường, mạch điện đứng yên và không thay đổi hình dạng, do đó:
Công thức (*) chứng tỏ: trong mạch điện đứng yên và không thay đổi hình dạng, suất điện động tự cảm luôn luôn tỉ lệ thuận, nhưng trái dấu với tốc độ biến thiên cường độ dòng điện trong mạch. Vì nó luôn có tác dụng chống lại sự biến đổi của cường độ dòng điện trong mạch là nguyên nhân đã sinh ra nó.

## Hiệu ứng bề mặt

Hiệu ứng da

Hiện tượng tự cảm không những xảy ra trong một mạch điện mà còn xảy ra ngay trong lòng một dây dẫn có dòng điện biến đổi chạy qua. Thực nghiệm chứng tỏ rằng: khi cho dòng điện cao tần (dòng điện biến đổi với tần số cao) chạy qua một dây dẫn thì do hiện tượng tự cảm, dòng điện đó hầu như không chạy ở trong lòng dây ấy mà chỉ chạy ở lớp ngoài của nó. Hiệu ứng đó được gọi là hiệu ứng ngoài da. Dưới đây ta hãy giải thích hiện tượng đó.
Giả sử dòng điện cao tần đi từ dưới lên trên (Hình). Dòng điện ấy gây trong lòng dây dẫn một từ trường, với các đường sức cảm ứng từ có chiều như ở hình vẽ (quy tắc vặn nút chai). Vì dòng điện biến đổi, nên từ trường do nó gây ra cũng biến đổi theo. Nếu xét một tiết diện bất kì chứa trục đối xứng của dây, thì từ thông gửi qua tiết diện đó cũng biến đổi. Vì vậy trong các tiết diện đó xuất hiện những dòng điện tự cảm khép kín như dòng điện ic trên hình.
Như vậy, khi dòng điện cao tần tăng, các dòng điện tự cảm xuất hiện trong dây dẫn chống lại sự tăng của phần dòng điện cao tần chạy trong ruột của dây, và làm thuận lợi cho sự tăng của phần dòng điện cao tần chạy ở bề mặt của dây đó. Nói cách khác, dòng điện cao tần hầu như chỉ chạy ở lớp bề mặt của dây dẫn. Trong trường hợp dòng cao tần giảm (Hình b), người ta cũng chứng minh được kết quả như vậy.
Lý thuyết và thực nghiệm chứng tỏ: khi dòng điện cao tần có tần số bằng 105 Hz trở lên, dòng điện đó chỉ chạy ở lớp bề mặt ngoài dày 0,20mm của dây dẫn. Vì lý do đó, người ta làm các dây dẫn rỗng để mang dòng điện cao tần, như vậy tiết kiệm được nhiều kim loại.
Một ứng dụng quan trọng của hiệu ứng ngoài da là sự tôi kim loại ở lớp ngoài. Nhiều chi tiết máy như biên trục máy, bánh răng khía... cần đạt yêu cầu kỹ thuật là: lớp ngoài phải thật cứng, song bên trong vẫn phải có một độ dẻo thích hợp. Một phương pháp thuận tiện và đơn giản là lợi dụng hiệu ứng ngoài da. Cách làm như sau: cho dòng điện cao tần chạy qua chi tiết máy để nung nóng lớp mặt ngoài của nó tới nhiệt độ cần thiết. Sau đó ta nhúng chi tiết máy vào một chất lỏng để tôi kết quả là lớp mặt ngoài rất cứng, còn ở bên trong chi tiết máy vẫn dẻo.

## Dòng điện tự cảm khi ngắt mạch
Khi mở cầu dao của một mạch điện có chứa động cơ điện, ta thường thấy hồ quang điện xuất hiện giữa hai cực của cầu dao.
Nguyên nhân do khi ngắt mạch, dòng điện giảm đột ngột về giá trị không, do đó các cuộn dây của máy điện có xuất hiện một dòng điện tự cảm khá lớn. Dòng điện này phóng ra lớp không khí giữa hai cực của cầu dao và có thể gây nguy hiểm cho hệ thống điện.
Để khử hồ quang điện khi ngắt mạch, người ta đặt cầu dao trong dầu, hoặc dùng khí phụt mạnh v.v... dập tắt hồ quang.